# Nadejda Tolokonnikova
Nadejda Tolokonnikova   (Norilsk, 7 de novembre de 1989), tambe coneguda com Nadia Tolokno, és una activista política i música russa.
Membre del grup punk rus Pussy Riot, el 2012 va ser condemnada, juntament amb dues integrants més del grup, a dos anys de presó per “vandalisme” i “incitació a l'odi religiós” per cantar una cançó contra el president rus, Vladímir Putin, dins de la catedral del Crist Salvador de Moscou. Fou alliberada el 23 de desembre de 2013, al costat de Maria Aliójina, per la llei d'amnistia decretada amb motiu del vintè aniversari de la Constitució rusa.
El 2014, juntament amb Maria Aliokhina, va crear un portal de notícies dedicat a informar sobre temes i esdeveniments relacionats amb el sistema penal rus, MediaZona. Aquest portal està associat amb Zona Prava, la fundació d'Aliokhina i Tolokonnikova que promou els drets dels presos.